# ОШ „Јован Стерија Поповић” Вршац
ОШ „Јован Стерија Поповић” једна је од основних школа у Вршцу. Налази се у улици Жарка Зрењанина 114. Назив је добила по Јовану Стерији Поповићу, српском књижевнику цинцарског порекла и једном од водећих интелектуалаца свога времена.

## Историјат
Зграда школе је саграђена 1878. године, део зграде у Стеријиној 107 који је коришћен за потребе школе је саграђен 1905, а 1915. су дозидане четири учионице. Зграда је била намењена потребама самостана римокатоличке цркве којој каснијих година школа плаћа кирију за коришћење просторија. До 1950—51. у Вршцу је била само једна четвороразредна основна школа која се налазила у двема зградама у Порти и Непотпуна гимназија која је радила у згради садашње техничке школе „Никола Тесла”, а тада долази до формирања четири осмолетке на српском и једне на мађарском језику. Основна школа „Јован Стерија Поповић” je основана Актом о оснивању Народне скупштине 22. августа 1950. и добија назив Осмолетка број 4. Школске 1953—54. године, на предлог тадашњег директора школе Јована Радивојевића, добија назив Осмогодишња школа „Жарко Зрењанин”. Године 1954. добија своје стално пребивалиште у улици Жарка Зрењанина 114. За време Првог светског рата цела зграда је коришћена за војну болницу, а касније у војне сврхе. Током Другог светског рата, за време окупације, зграда је била коришћена као немачка касарна, након чега је вршила улогу касарне за Народноослободилачку војску Југославије. У послератном периоду бива индустријска школа интернатског типа, затим нижа винарска школа, вежбаоница учитељске школе и јуна 1954. зграда Осмогодишње школе „Жарко Зрењанин”. Рад тадашње школе је био подељен на три зграде: матична школа у улици Жарка Зрењанина бр. 114 подељен у два објекта, просторије у улици Стеријиној број 107 и у Потпорњу. Зграда школе није испуњавала потребне услове за педагошки рад тако да 30. маја 1965. почиње изградња прве фазе нове зграде. У том окружењу школа ради све до 1986. године када је започета градња нове школске зграде на углу улица Сремске и Жарка Зрењанина. Свечано отварање је било 11. новембра 1988. када су имали велики број ученика који су са већим или мањим успехом завршавали своје школовање. Године 1966. их је Педагошки завод у Панчеву одредио за експерименталну школу за проучавање најкарактеристичнијих васпитних проблема. Исте године су награђени Октобарском наградом Вршца. Скупштина Општине Вршац је јуна 1973. донела одлуку да се тадашња школа „Јован Стерија Поповић” интегрише са Осмогодишњом школом „Жарко Зрењанин” због малог броја ученика и 1. маја 1993. су променили назив у Основну школу „Јован Стерија Поповић". Од тада се као Дан школе обележава 26. октобар, дан када је 1848. године Јован Стерија Поповић именован за Министра просвете Кнежевине Србије. Данас броје 793 ученика у тридесет и два одељења, од тога тридесет и једно у матичној школи и једно одељење у Потпорњу. Колектив броји шездесет и седам запослених, од тога четрдесет и осам наставника и професора и четири стручна сарадника.

## Догађаји
Догађаји Основне школе „Јован Стерија Поповић”:
- Савиндан
- Дан школе
- Дан државности
- Дан љубави
- Стеријини дани
- Спортски дан
- Међународни дан жена
- Међународни дан борбе против вршњачког насиља
- Међународни дан матерњег језика
- Европски дан језика
- Светски дан пешака
- Светски дан енергетске ефикасности
- Дечја недеља
- Београдски фестивал писаца за децу „Витезово пролеће”
- Пројекат „Шарено цвеће више дечије среће”
- Пројекат „Школа за 21. век”
- Пројекат „Еко Школа”
- Пројекат „Здраво растимо!”
- Пројекат „Ученици – учесници у саобраћају”